# St. Andrews (Carolina do Sul)
St. Andrews é uma Região censo-designada localizada no estado americano de Carolina do Sul, no Condado de Richland.

## Demografia
Segundo o censo americano de 2000, a sua população era de 21.814 habitantes.

## Geografia
De acordo com o United States Census Bureau tem uma área de
17,8 km², dos quais 17,8 km² cobertos por terra e 0,0 km² cobertos por água.

## Localidades na vizinhança
O diagrama seguinte representa as localidades num raio de 12 km ao redor de St. Andrews.